# Omul care se holba la capre (film)
Omul care se holba la capre (în engleză The Men Who Stare at Goats) este un film britanic-american de comedie neagră din 2009. Acesta este regizat de Grant Heslov⁠(d), adaptat de Peter Straughan⁠(d) și îi are în rolurile principale pe George Clooney, Ewan McGregor, Jeff Bridges și Kevin Spacey. A fost produs de compania de producție deținută de Clooney și Heslov - Smokehouse Pictures⁠(d). Filmul este o adaptare fictivă a lucrării lui Jon Ronson⁠(d) publicată sub același nume⁠(d) în 2004 despre investigațiile efectuate de armata americană în domeniul parapsihologiei.
Filmul a avut premiera la cea de-a 66-a ediție a Festivalului Internațional de Film de la Veneția⁠(d) pe 8 septembrie 2009 și a fost lansat atât în Statele Unite, cât și Regatul Unit pe 6 noiembrie 2009. Filmul a primit recenzii mixte din partea criticilor.

## Rezumat
În prima scenă a filmului, generalul american Dean Hopgood - pasionat de fenomenul paranormal - aleargă spre unul dintre pereții biroului său în încercarea de a trece prin acesta, însă nu reușește.
Soția reporterului Bob Wilton, angajat al ziarului Ann Arbor Daily Telegram, îl părăsește pentru un redactor. Pentru a-i demonstra că nu și-a pierdut virilitatea, Bob zboară în Kuweit cu scopul de a scrie despre războiul din Irak. Acesta îl întâlnește pe contractantul Lyn Cassady, fost membru al Forțele Armate Speciale ale Statelor Unite, care îi dezvăluie că a făcut parte dintr-o unitate de spioni cu puteri supranaturale⁠(d), antrenați pentru a-și dezvolta abilități parapsihologice printre care invizibilitatea, vederea la distanță și trecerea prin obiecte solide.
În 1972, ofițerul Bill Django, la scurt timp după ce sare dintr-un elicopter în Vietnam, descoperă că soldații săi recent recrutați nu sunt capabili sau nu vor să împuște soldații inamicului. După ce este împușcat în piept, acesta suferă o halucinație în care o femeie-soldat a Việt Cộng-ului îi transmite că „blândețea lor este puterea lor”. Decis să afle semnificația viziunii sale, Django se alătură mișcării New Age, iar când se întoarce la Fort Bragg, Carolina de Nord în 1980, este complet schimbat, are părul lung și un tatuaj cu Ochiul Providenței levitând⁠(d) deasupra unei piramide pe piept.
Impresionat, generalul Hopgood îi permite lui Django să conducă antrenamentul First Earth Battalion⁠(d), Lyn Cassady și Larry Hooper fiind cei mai buni studenți ai săi. Între aceștia apare o rivalitatea, opiniile lor față de implementarea filozofiei acestei noi armate fiind foarte diferite: Lyn și-a dorit să accentueze aspectele pozitive ale învățăturilor (e.g. rezolvarea pașnică a conflictelor), în timp ce Larry era interesat de „aspectele întunecate” ale concepției.
Lyn și Bob intră în Irak. Sunt răpiți de criminali care vor să-i vândă insurgenților, dar reușesc să scape împreună cu un alt ostatic pe nume Mahmud Daash și sunt salvați de o firmă privată de securitate condusă de Todd Nixon. La o benzinărie, mașinile companiei sunt prinse într-un schimb de focuri cu o altă firmă privată de securitate americană; Bob și Lyn părăsesc locul, cel din urmă fiind de fapt în căutarea lui Bill Django.
După ce mașina lor este distrusă de un IED, Bob și Lyn hoinăresc prin deșert. Lyn îi dezvăluie că a oprit inima unei capre pentru a-și testa limitele abilităților sale mentale în cadrul unui experiment și consideră că această faptă i-a blestemat pe toți cei implicați în proiect. De asemenea, ni se dezvăluie că Hooper a efectuat un experiment neautorizat cu LSD, iar un participant la test s-a sinucis. Ca urmare a acestui scandal, Django a fost obligat să părăsească armata.
Bob și Lyn sunt salvați de membrii unei tabere conduse de PSIC, o firmă privată de cercetare implicată în aplicarea de experimente parapsihologice și psihologice atât pe capre, cât și pe localnici capturați. Lyn descoperă că Larry conduce compania, iar Django, în prezent un alcoolic deprimat, este angajat acolo. Bob învață tehnicile First Earth Battalion și, împreună cu Bob, introduc LSD în hrana și apa potabilă a bazei militare; cei doi eliberează caprele și localnicii luați prizonieri în încercarea de a scăpa de blestem. Lyn și Django urcă într-un elicopter și dispar în ceruri asemenea „tuturor șamanilor”.
Bob revine la munca de reporter și scrie un articol despre experiența sa cu Lyn. Acesta este frustrat că singura parte a poveștii care urmează să fie difuzată este modul în care localnicii capturați au fost forțați să asculte coloana sonoră a serialului Barney & Friends⁠(d) timp de 24 de ore. Bob Își exercită propriile abilități psihice și, în urma unei concentrări intense, acesta trece printr-un zid solid din biroul său.

## Distribuție
- George Clooney - Lyn Cassady, un personaj care reprezintă mai mulți spioni psihici din viața reală. Personajul său se bazează în primul rând pe Glenn Wheaton, iar numele său seamănă cu cel al lui Lyn Buchanan. Alte informații despre Cassady fac trimitere la Guy Savelli⁠(d), un bărbat care pretinde că a ucis o capră cu o simplă privire și a deținut un studio de dans, exact ca personajul din film.
- Ewan McGregor - Bob Wilton, un jurnalist de investigație.
- Jeff Bridges - Bill Django, bazat pe Lt. Col. Jim Channon⁠(d), care și-a petrecut doi ani investigând mișcările New Age pe parcursul anilor 1970 și, ulterior, a scris un manual de operațiuni pentru First Earth Batallion.
- Kevin Spacey - Larry Hooper
- Robert Patrick - Todd Nixon
- Stephen Lang - generalul-maior Dean Hopgood, care se bazează pe generalul-maior Albert Stubblebine III⁠(d), este convins că oamenii pot trece prin ziduri.
- Stephen Root⁠(d) - Gus Lacey
- Glenn Morshower - Jim Holtz
- Waleed Zuaiter - Mahmud Dash
- Nick Offerman - Scotty Mercer
- Rebecca Mader - Debora Wilton